# Pustki Cisowskie-Demptowo

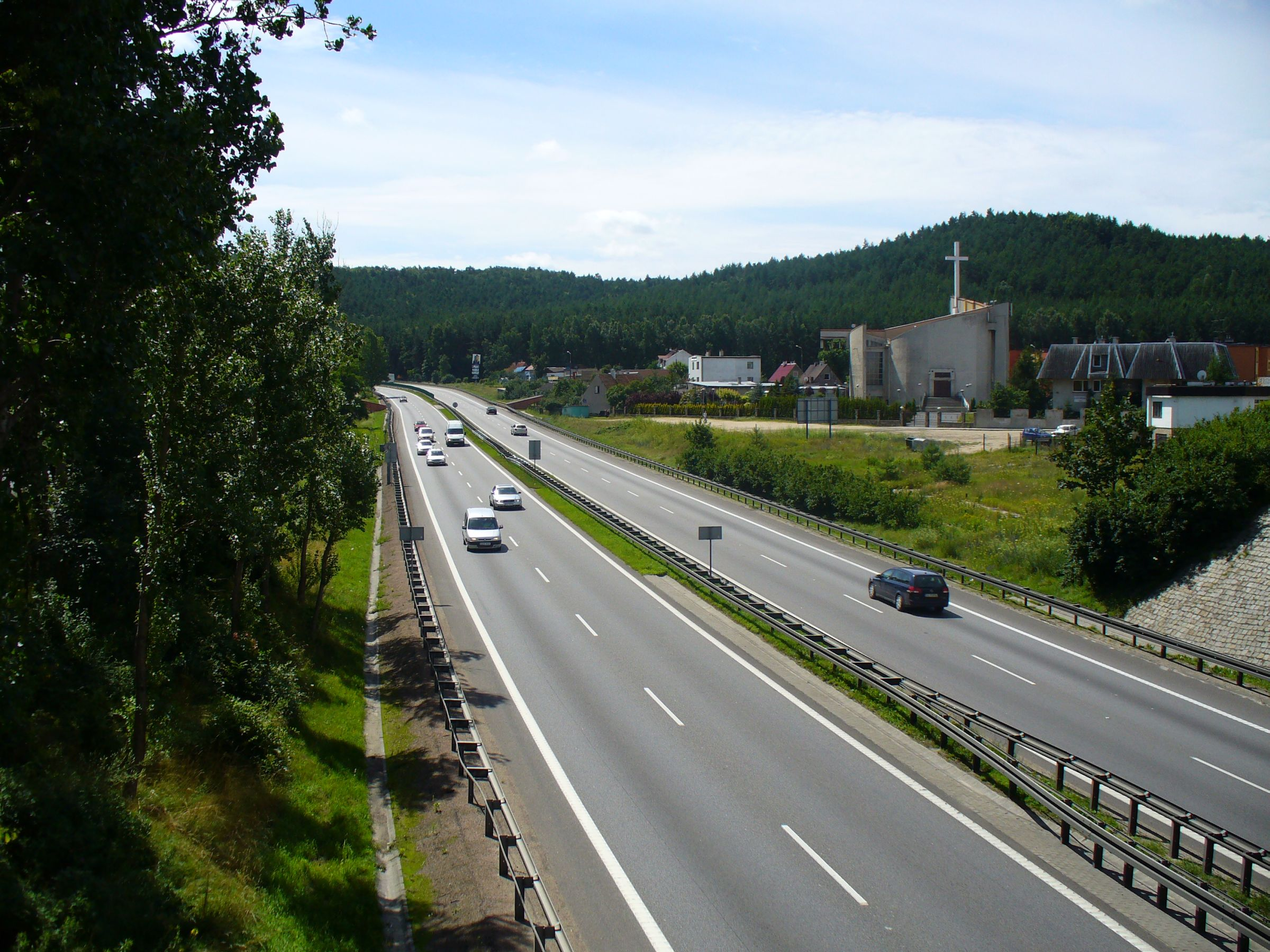
Widok na trójmiejską obwodnicę od strony Demptowa.

Pustki Cisowskie-Demptowo (kaszb. Cësowsczé Pùstkòwié-Demptowò) – dzielnica Gdyni obejmująca dwa osiedla: Pustki Cisowskie i Demptowo, a także rozległe tereny Trójmiejskiego Parku Krajobrazowego oraz osadę leśną Marszewo.
Pustki Cisowskie-Demptowo graniczą z następującymi dzielnicami: Cisowa, Chylonia (obie od północy), Leszczynki, Grabówek (obie od wschodu) oraz Chwarzno-Wiczlino (od południa), a od zachodu także z gminą Wejherowo.

## Ważne miejsca
- Kościół katolicki pw. Matki Boskiej Różańcowej (ul. Chabrowa 8a)
- Dawny dom dziecka (ul. Demptowska 46)
- Baza wojskowa Marynarki Wojennej - JW 2035
- Leśnictwo Zwierzyniec - nadleśnictwo Gdańsk (ul. Kartuska 185)
- Szkoła Podstawowa nr 16 im. Orła Białego (ul. Chabrowa 43)
- Pawilony handlowe (ul. Czeremchowa 2B)
- Przychodnia lekarska (ul. Czeremchowa 1)
- Osiedle główne (obszar od ul. Źurawiej do Pawiej)
- Osiedle Chabrowa
- Osiedle Zamki
- Market Stokrotka (ul. Czeremchowa 10)
- Urząd Pocztowy - FUP Gdynia 4 (ul. Bławatna 11C, dawniej ul. Czeremchowa 2B)
- Dom Pomocy Społecznej (ul. Pawia 31)
- Market Żabka (ul. Chabrowa 57, Sokola 9)
- Dawne centrum handlowe Tesco (ul. Kcyńska 27)
- Węzeł drogowy drogi ekspresowej S6 "Gdynia Chylonia"
- Przedszkole Samorządowe nr 21 (ul. Demptowska 42)
- Leśny Ogród Botaniczny „Marszewo” (ul. Marszewska 5)

## Komunikacja
W dzielnicy kursują linie autobusowe S, W, N20, 102, 114, 159, 191, 288, 710 oraz połączenia trolejbusowe 28 i 34.
Przez dzielnicę przebiegają drogi:

### Drogi krajowe, ekspresowe i autostrady
S6E28 (z Berlina ) Kołbaskowo - Police - Szczecin - Goleniów - Nowogard - Płoty - Kołobrzeg - Koszalin - Sławno - Słupsk - Lębork - Gdynia - Gdańsk - Rusocin (na Toruń)

### Drogi powiatowe
- 1412G - (do centrum) ul. Kartuska - Jaskółcza - Jałowcowa - Marszewska (na Wejherowo)
- 1604G - ul. Chabrowa

### Drogi gminne
- 135047G - ul. Bławatna
- 135049G - ul. Bobrowa
- 135066G - ul. Bzowa
- 135087G - ul. Czereśniowa
- 135154G - ul. Gulgowskiego
- 135380G - ul. Pawia
- 135435G - ul. Pusta
- 135460G - ul. Rybińskiego
- 135467G - ul. kmdr. Sakowicza
- 135477G - ul. Sępia
- 135487G - ul. Skarbka
- 135502G - ul. Sokola
- 135600G - ul. Wiklinowa
- 135601G - ul. Zwierzyniecka
- 135645G - ul. Żurawia
- 135668G - ul. Borowikowa
- 135674G - ul. Kartuska (od ul. Jaskółczej do Skarbka)
- 135676G - ul. Demptowska
- 135681G - ul. Chabrowa (od obwodnicy w ciągu S6E28 do placu z funkcją pętli autobusowej)